# Rudneva (krater)
Rudneva är en nedslagskrater med en diameter på 29 kilometer, på planeten Venus. Rudneva har fått sitt namn efter den ryska läkaren Varvara Rudneva.